# Chronic (film)
Chronic er en fransk-mexicansk dramafilm skrevet og instrueret af Michel Franco fra 2015, og med Tim Roth i hovedrollen.

## Medvirkende
- Tim Roth som David
- Bitsie Tulloch som Lidia
- David Dastmalchian som Bernard
- Tate Ellington som Greg
- Claire van der Boom som Alice
- Maribeth Monroe som Sarah's niece
- Robin Bartlett som Marta
- Sarah Sutherland som Nadia
- Laura Niemi som Margaret
- Michael Cristofer som John
- Joe Santos som Issac Sr.
- Kari Coleman som Sarah's sister
- Nailea Norvind som Laura
- Rachel Pickup som Sarah